# Musée Dubocage de Bléville
Le musée Dubocage de Bléville est un musée français situé dans la ville du Havre, en Seine-Maritime. Il est installé dans l'ancien hôtel particulier Dubocage de Bléville datant du XVIIe siècle.

## Architecture
Le bâtiment a été construit en 2 parties, l’ensemble forme un « L » ; il s'élève à 15 mètres de haut, sur 3 étages. La toiture est inclinée à 45°, cette inclinaison se fait appeler combles à la « Mansarde ». La façade est rythmée par 20 fenêtres, 2 œils-de-bœuf et 1 porte-fenêtre. Autant de fenêtres étaient nécessaires à cette époque pour faire entrer le plus de lumière possible dans l’hôtel.
Les différents matériaux de la façade extérieure principale sont de l’ardoise, en bardage et en couverture, du silex noir, de la brique et de la pierre de Caen.
Les différents matériaux de la façade extérieure, côté rue et de la façade intérieure sont du silex et de la brique en soubassement, des colombages en bois et du torchis. 
Il s'agit d'une architecture typiquement régionale. 

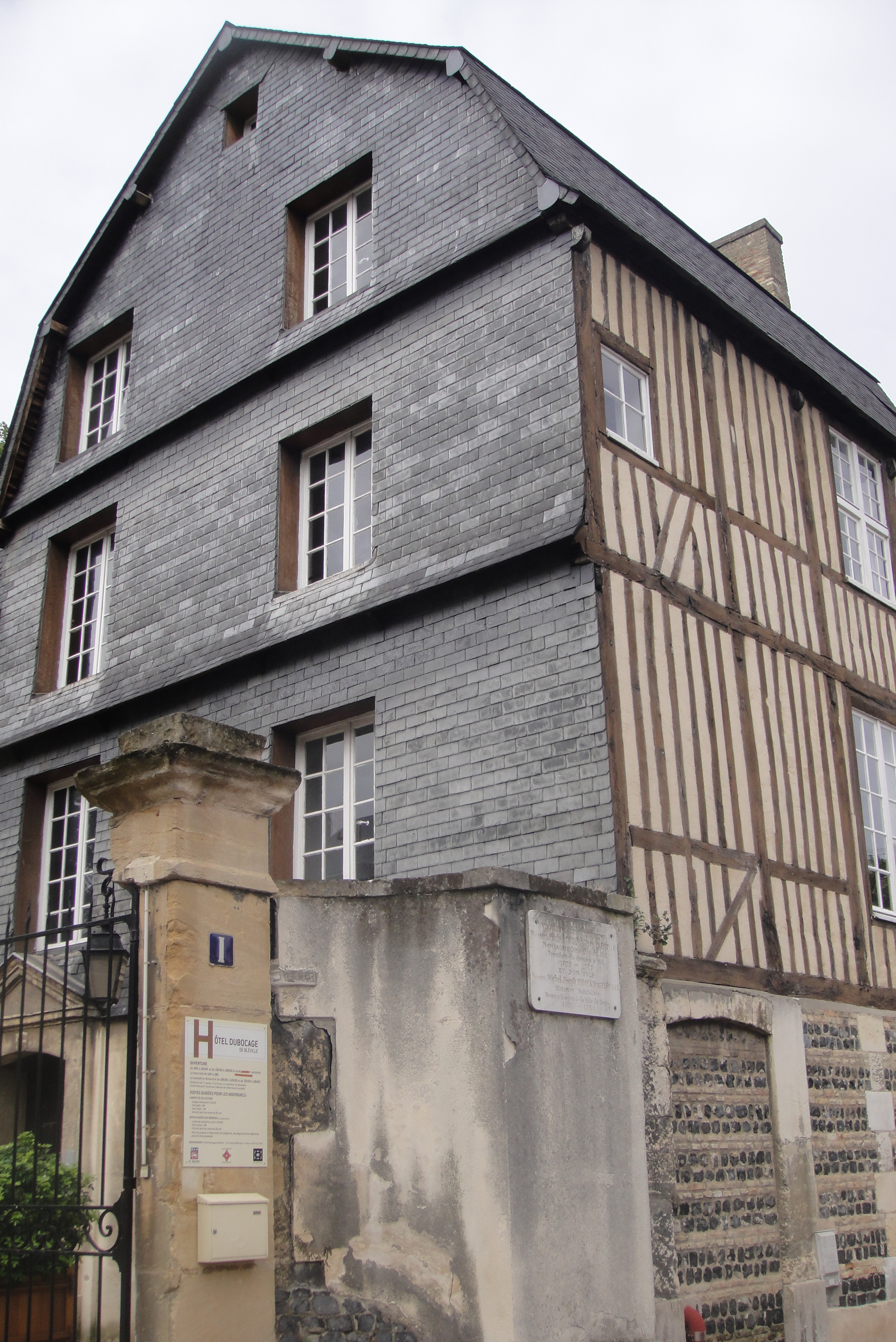
Hôtel Dubocage de Bléville -Le Havre - côté rue
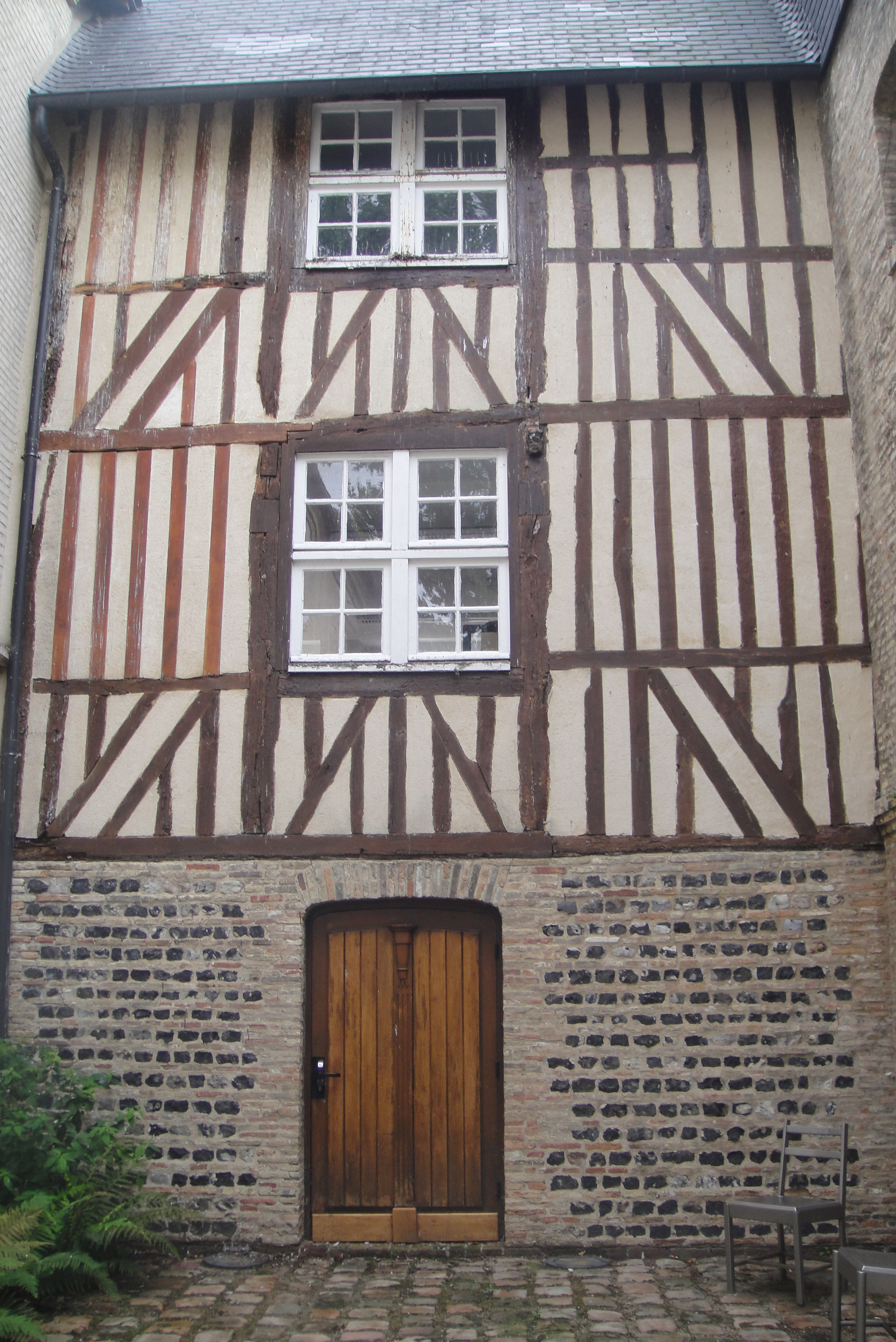
Hôtel Dubocage de Bléville - Le Havre - Façade intérieure

## Collections
Le musée de l’Hôtel Dubocage de Bléville, situé au cœur d’un quartier de la ville, le quartier Saint-François créé au XVIe siècle par l’architecte italien Jérôme Bellarmato à la demande de François Ier, fut la propriété du navigateur, corsaire et négociant Michel Joseph Dubocage de Bléville (1676-1727). Celui-ci s’est illustré pour avoir participé à un grand voyage commercial dans l’océan Pacifique par le cap Horn entre 1707 et 1716. Au cours de ce périple, le vendredi 3 avril 1711, à bord de la Découverte, il découvre, au large du Mexique, l’île de la Passion, rebaptisée par les Anglais, île Clipperton. Son voyage l’amène ensuite en Chine, à Amoy (aujourd’hui Xiamen) où il négocie l’un des premiers traités commerciaux maritimes franco-chinois.
Le 23 août 1716, après un voyage de neuf ans, la Découverte arrive au Havre les cales chargées de vaisselles d’argent ou masses d’argent brut. Enrichi par ce voyage, c’est à son retour qu’il rachète l’hôtel particulier, aujourd’hui hôtel Dubocage de Bléville. Après l’avoir modifié et agrandi, il y installe, avec son fils, une grande maison de négoce maritime et un cabinet de curiosités.
Il se compose de deux bâtiments remarquables contigus, datant du XVIIe siècle. L’un est à pans de bois essenté d’ardoises, l’autre en appareillage de brique et silex noir. À l’arrière, rue de Percanville, et mitoyen par un côté, se trouve une autre bâtisse en brique, construite au XVIIIe siècle, elle était l’un des magasins de la maison de commerce Dubocage de Bléville.
Au rez-de-chaussée de la demeure et au 1er étage, le public peut déambuler dans quatre espaces de visite, en entrée libre, où au rez-de-chaussée les collections permanentes font place régulièrement à des expositions temporaires liées à l’histoire du Havre, à des grands faits politiques, au négoce maritime… A l'étage, dans la première galerie, les visiteurs découvriront une fabuleuse collection de porcelaines de Chine dont certaines de la Compagnie des Indes dues à deux dons exceptionnels : celui de Mademoiselle Louise Charles de Malmain en 1923 et celui de Madame Langevin en 1902. Depuis, quelques pièces singulières sont venues enrichir ces dons. Ces fragiles objets témoignent des échanges commerciaux du XVIIIe et du XIXe siècle entre Le Havre et la Chine.
Dans cette même galerie, une importante collection de verreries est exposée. Elle fut constituée entre 1930 et 1940 par Alphonse Saladin, conservateur du musée du Havre entre 1925 et 1952. Ces verreries produites entre le XVIe et le XIXe siècle témoignent des différentes pratiques verrières et de leurs mutuelles influences.
À ce même étage, une pièce est dédiée à Michel-Joseph Dubocage de Bléville.